# 圣索沃尔勒维孔特
圣索沃尔勒维孔特（法語：Saint-Sauveur-le-Vicomte，法語發音：[sɛ̃ sovœʁ lə vikɔ̃t]）是法国芒什省的一个市镇，属于瑟堡区。

## 地理
圣索沃尔勒维孔特（49°23'12"N, 1°31'56"W）面积34.27 平方千米，位于法国诺曼底大区芒什省，该省份为法国西北部沿海省份，西、北、东北三面环大西洋，东起顺时针与卡爾瓦多斯省、奧恩省、马耶讷省和伊勒-维莱讷省接壤。
与圣索沃尔勒维孔特接壤的市镇（或旧市镇、城区）包括：内乌、贝讷维尔、卡特维尔、多维尔、罗维尔拉普拉斯、圣科隆布、圣雅克德内乌、塔耶皮耶、瓦朗格贝克。
圣索沃尔勒维孔特的时区为UTC+01:00、UTC+02:00（夏令时）。

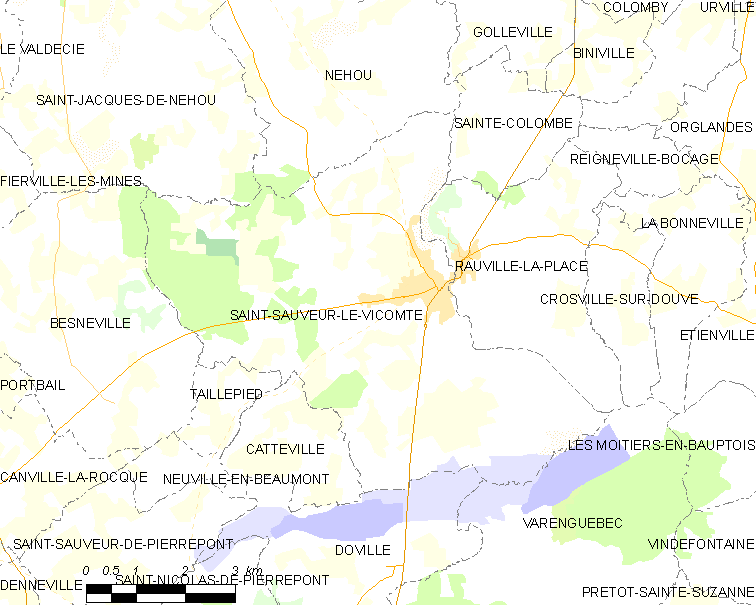
圣索沃尔勒维孔特的OSM定位图

## 行政
圣索沃尔勒维孔特的邮政编码为50390，INSEE市镇编码为50551。

## 政治
圣索沃尔勒维孔特所属的省级选区为科唐坦地区布里克贝克县。

## 人口

1962-2008年间圣索沃尔勒维孔特人口变化图示

圣索沃尔勒维孔特于2022年1月1日时的人口数量为2088人。